# Burgstall Haidau
Der Burgstall Haidau ist eine abgegangene Wasserburg neben der oberen Mühle an der Pfatter, im Ortsteil Haidau nahe dem Ortsteil Mangolding der oberpfälzischen Gemeinde Mintraching, im Landkreis Regensburg in Bayern. Die Anlage wird als Bodendenkmal unter der Aktennummer D-3-7039-0520 im Bayernatlas als „mittelalterlicher Burgstall "Haidau"“ geführt.

## Geschichte
Die Wasserburg wurde vom Regensburger Patrizier Ortlieb von der Heide in der ersten Hälfte des 13. Jahrhunderts erbaut und um 1250 erwähnt. Danach war die Haidau jahrhundertelang Pflegegericht mit eigenem Richter. Im Dreißigjährigen Krieg wurde die Burg zerstört.

## Beschreibung
Der Burgstall, heute ein Bodendenkmal, zeigt heute noch Bodenspuren, die Umrisse der einstigen Festung feststellbar machen.